# جوغلا
جوغلا (بالإنجليزية: Zhugla)‏ هي منطقة سكنية تقع في الصين في أزمة التبت والصين. يقدر عدد سكانها بـ
- نسمة .